# Randolph Galloway
Randolph Galloway, né le 22 décembre 1896 à Sunderland en Angleterre et mort le 10 avril 1964 à Mapperley (en), est un ancien joueur et entraîneur anglais de football.

## Carrière
Randolph Galloway réalise au poste d'attaquant une carrière de footballeur professionnel en Angleterre, de 1922 à 1929. Il évolue deux saisons au Derby County FC, trois à Nottingham Forest, quelques semaines au Luton Town FC en 1927, puis deux saisons quasi blanches à Coventry City et à Tottenham Hotspur où il se trouve blessé sérieusement.
À 32 ans, il se reconvertit comme entraîneur et part en Espagne, qui se vient de lancer son championnat professionnel. Il dirige pendant trois saisons le Real Sporting de Gijón, en deuxième division, puis le Valence CF, promu en première division, et enfin le Racing Santander, qu'il mène à la troisième place pour sa première saison en 1933-1934. En 1935, à l'aube de la Guerre civile espagnole, il arrête temporairement le football.
En 1946, onze ans après son dernier poste, il rejoint Hernán Bolaños à la tête de l'équipe du Costa Rica. En 1948, il est recruté par le CA Peñarol de Montevideo en Uruguay. Il rentre en Europe l'année suivante, et entraîne le SC Young Fellows Juventus en Suisse en 1949-1950, puis le Sporting Clube de Portugal à Lisbonne de 1950 à 1953 et le Vitória Sport Clube en 1954-1955.